# László Szűcs
László Szűcs (* 14. März 1991 in Budapest) ist ein ungarischer Fußballspieler.

## Karriere
Bis 2008 spielte Szűcs bei der SSV Jahn Regensburg. Im Sommer 2008 spielte er kurz für die U-19-Mannschaft von Borussia Dortmund, kehrte aber nach zwei Monaten Zum SSV Jahn zurück. In den Saisons 2009/10 und 2010/11 stand er zwar mehrmals im Kader der Profis, kam jedoch nur einmal zu einem 45-minütigen Einsatz bei der 0:3-Niederlage gegen Eintracht Braunschweig am 28. August 2010. Zur Saison 2011/12 wechselte er zum ungarischen Erstligisten Vasas Budapest. Im Januar 2012 wurde er für ein halbes Jahr an Sárisápi Bányász verliehen. Nach seiner Rückkehr wechselte er im Sommer 2012 fest zu seinem Verein. Im Sommer 2013 schloss er sich dem FC Tatabánya an. Bereits im Februar erfolgte sein nächster Wechsel zum Dorogi FC.
Im Sommer 2014 kehrte er nach Deutschland zurück und schloss sich dem Landesligisten SV Fortuna Regensburg an.